# Cromwell (auteur)
Pour les articles homonymes, voir Cromwell.
Didier David, dit Cromwell, né en 1959 à Guer (Morbihan), est un dessinateur de bande dessinée français.

## Biographie
Son père est un colonel de l'Armée de terre. Il a été formé à l'école des Gobelins à Paris.
Il est l'auteur de nombreuses séries, notamment Anita Bomba (Casterman), Sergueï Vladi (EDS) et Les Minettos (Soleil). Il a également participé au design de la série d'animation Malo Korrigan.
En 2000, il participe au projet L'Or des fous de Bernard Lavilliers : album collectif de BD (éd. du Soleil) couplé à un CD musical (Universal Music).
Cromwell est aussi le chanteur du groupe La Bonne, la Brute et le Truand.
Doté d'une culture vaste et d'un esprit « iconoclaste », Cromwell aborde le monde avec un œil ironique et un graphisme d'une grande vigueur aux influences diverses, de Vaughn Bodē à André Franquin.[réf. nécessaire]

## Prix
- 1986 :  Prix Bloody Mary pour Sergeï Wladi t. 1 (avec Riff Reb's et Ralph)[6]
- 2005 : Grand Prix du festival Des Planches et des Vaches pour l'ensemble de son œuvre[réf. souhaitée]
- 2010 :  Prix Saint-Michel du meilleur dessin pour Le Dernier des Mohicans[7]